# Spellemannprisen 2002
Der Spellemannpris 2002 war die 31. Ausgabe des norwegischen Musikpreises Spellemannprisen. Die Nominierungen berücksichtigten Veröffentlichungen des Musikjahres 2002. In der Kategorie „Årets Spellemann“ wurde Röyksopp ausgezeichnet.

## Verleihung
Die Verleihung fand am 22. Februar 2003 im Oseberg Kulturhus in Tønsberg statt. Die Veranstaltung wurde von TV 2 übertragen, in den 30 vorherigen Ausgaben übernahm Norsk rikskringkasting (NRK) die Übertragung. Zuvor konnten NRK und die Verantwortlichen des Preises keine Einigung über die Finanzierung finden. Die Nominierungen wurden Anfang Januar 2003 bekannt gegeben.

## Gewinner
| Kategorie                                      | Gewinner                           | Werk                               |
| ---------------------------------------------- | ---------------------------------- | ---------------------------------- |
| Barneplater (Kinderplatten)                    | NRK Barn                           | UHU! Vol.2                         |
| Blues                                          | Bjørn Berge                        | Illustrated man                    |
| Danseorkester (Tanzorchester)                  | Dænsebændet                        | Får vi lov                         |
| Elektronika                                    | Salvatore                          | Tempo                              |
| Folkemusikk/Gammaldans (Volksmusik/Gammaldans) | Øyonn Groven Myhren, Odd Nordstoga | Nivelkinn                          |
| Hip-Hop                                        | Paperboys                          | No cure for life                   |
| Jazz                                           | Come Shine                         | Do do that voodoo                  |
| Klassisk musikk (klassische Musik)             | Leif Ove Andsnes                   | Schubert: Pianosonate i a-dur d959 |
| Metal                                          | Satyricon                          | Volcano                            |
| Musikkvideo (Musikvideo)                       | Röyksopp                           | Remind me                          |
| Popgruppe                                      | Ephemera                           | Balloons and champagne             |
| Popsolist                                      | Thomas Dybdahl                     | …that great October sound          |
| Rock                                           | Madrugada                          | Grit                               |
| Samtidsmusikk (zeitgenössische Musik)          | Frode Haltli                       | Looking on darkness                |
| Viser (Weisen)                                 | Odd Børretzen, Lars Martin Myhre   | Kelner!                            |
| Åpen Klasse (Offene Klasse)                    | Sidsel Endresen, Bugge Wesseltoft  | Out here, in there                 |
| Årets Låt (Lied des Jahres)                    | Bjørn Eidsvåg                      | Mysteriet deg                      |
| Årets Nykommer (Newcomer des Jahres)           | Gåte                               | Jygri                              |
| Årets Spellemann (Spellemann des Jahres)       | Röyksopp                           | –                                  |

## Nominierte
Barneplater
- Ivar Neergaard: Mulle miktor
- NRK Barn: UHU! Vol.2
- Øyvind Gravdal, Petter Moen: Lyriaka

Blues
- Bjørn Berge: Illustrated man
- Kristin Berglund: Where's the soul gonna go?
- Norsk Utflukt: Det blå berget

Danseorkester
- Can Dance: Vårslepp
- Dænsebændet: Får vi lov
- Gluntan: Flaks

Elektronika
- Biosphere: Shenzhou
- Kim Hiorthøy: Melke
- Salvatore: Tempo

Folkemusikk/Gammaldans
- Annbjørg Lien: Aliens alive
- Per Anders Buen Garnås: Åleine
- Øyonn Groven Myhren, Odd Nordstoga: Nivelkinn

Hip-Hop
- Apollo: Mine damer og herrer
- Equicez: Live from pass it
- Paperboys: No cure for life

Jazz
- Come Shine: Do do that voodoo
- Food: Veggie
- Helge Lien Trio: Spiral sircle
- Urban Connection: French only
- Vigleik Storaas Trio: Sub sonic

Klassisk Musikk
- Grieg Trio: Beethoven/Kaipanen
- Leif Ove Andsnes: Schubert: Pianosonate i a-dur d959
- Truls Mørk: Grieg cello sonata OP.36. string quartet

Metal
- Immortal: Sons of northern darkness
- Red Harvest: Sick transit gloria mundis
- Satyricon: Volcano

Musikkvideo
- A-ha: Lifelines
- Kaizers Orchestra: Mann mot mann
- Ralph Myerz, The Jack Herron Band: Nikita
- Röyksopp: Remind me
- Tungtvann: Hold kjæft

Popgruppe
- Dadafon: Visitor
- Ephemera: Balloons and champagne
- Minor Majority: If I told you, you were beatiful
- Popium: Permanently high
- The Margarets: What kept you?

Popsolist
- Maria Mena: Another phase
- Maria Solheim: Behind closed doors
- Thomas Dybdahl: …that great October sound

Rock
- Al Phoenix: Lean that way forwards
- Gluecifer: Basement apes
- Jr Ewing: Ride paranoia
- Madrugada: Grit
- Vidar Vang: Rodeo

Samtidsmusikk
- Frode Haltli: Looking on darkness
- Oslo Strykekvartett: The silver cord
- Truls Mørk: Dutilleux

Viser
- Bjørn Eidsvåg: Tålt
- Elias Akselsen: Hjemlandsklokker
- Kari Bremnes: 11 ubesvarte anrop
- Odd Børretzen, Lars Martin Myhre: Kelner!
- Vamp: Månemannen

Åpen Klasse
- Jaga Jazzist: The stix
- Mari Boine: Eight seasons
- Nils Petter Molvær: NP3
- Sidsel Endresen, Bugge Wesseltoft: Out here, in there
- Ulver: Lyckantropen themes

Årets Låt
- A-ha: Forever not yours
- Bjørn Eidsvåg: Mysteriet deg
- Maria Mena: My lullaby
- Paperboys, Madcon: Barcelona
- Röyksopp: Remind me

Årets Nykommer
- Gåte: Jygri
- Jim Stärk: Ten songs and hey hey
- Maria Mena: Another phase
- The Margarets: What kept you?
- Ugress: Resound